# Tristán Marof
Gustavo Adolfo Navarro Ameller (Sucre, 10 de febrero de 1898-Santa Cruz de la Sierra, 10 de febrero de 1979) fue un escritor, político y diplomático boliviano, más conocido por el seudónimo de Tristán Marof. Fue uno de los principales líderes del movimiento marxista y trotskista en Bolivia, y uno de los más influyentes escritores marxista-leninistas de su país, a través del Partido Obrero Revolucionario (POR). Sus análisis de la realidad boliviana y mundial fueron publicados en diversas revistas del continente americano. Su estilo literario era de crítica directa, tras el análisis riguroso de la realidad.

## Primeros años
Nació en Sucre en el seno de una familia modesta. Desde joven se interesó en la política y cuestiones sociales. A sus diecisiete años publicó la efímera revista Renacimiento Altoperuano. Posteriormente escribió para el periódico El Hombre Libre y se posicionó como opositor al Partido Liberal que dominaba el espectro político boliviano de principios del siglo XX.

## Republicanismo
A partir de 1920 pasó a formar parte del heterogéneo Partido Republicano, siguiendo la línea de Bautista Saavedra. Ese año un golpe militar depuso al presidente liberal José Gutiérrez Guerra e instaló una junta bajo el liderazgo de Saavedra, que luego fue elegido presidente constitucional. La participación activa de Navarro durante la revuelta, incluyendo la administración de la cárcel de La Paz durante el golpe, le valió la nominación al cargo de cónsul en Le Havre, Francia.

## Marof en Europa
Durante los años que permaneció en Francia, Navarro se inclinó progresivamente hacia el comunismo y el marxismo. Estableció contacto con pensadores, políticos y escritores de estas tendencias, como Henri Barbusse, quien escribió prefacios para sus obras y lo insertó en los círculos izquierdistas franceses. Durante esta época también comenzó a plasmar en obras como El ingenuo continente americano o La justicia del Inca, su concepción idealizada del sistema incaico, al que atribuye elementos similares al comunismo. Es en Francia que adopta el seudónimo de Tristán Marof, al publicar El ingenuo continente americano. Su posición de cónsul se vio rápidamente comprometida con la radicalidad de su pensamiento comunista, así que renunció al cargo, pero permaneció en Europa hasta 1926.

## El exilio
Al volver a Bolivia, Marof comenzó rápidamente a contactar a políticos locales para organizar un movimiento socialista de corte marxista. En 1927 organizó junto a Roberto Hinojosa el llamado Partido Socialista Máximo. Fue candidato al congreso por Sucre con esta sigla, pero el gobierno denunció un plan de golpe comunista por parte de Marof y su organización, y tuvo que salir exiliado a la Argentina.
Su vida en el exilio fue itinerante, pasando por Panamá, México, Perú y Cuba entre otros países durante cerca de 10 años. Durante este tiempo publicó algunos de sus trabajos más influyentes, incluyendo Wall Street y hambre y México de frente y de perfil, que también crearon polémica por la crítica hacia la revolución mexicana. El mismo gobierno mexicano lo expulsó del país, acusándolo de subversión.
Los muchos contactos y vínculos que creó Marof durante el exilio, incluyendo a figuras como José Carlos Mariátegui o Víctor Raúl Haya de la Torre, y su constante activismo le dieron cierta notoriedad en grupos y círculos progresistas de la izquierda latinoamericana. Esto produjo también algunas controversias con la Internacional Comunista, y con la diplomacia de la Unión Soviética. El exilio de Trotski y el aparente apoyo de Marof a este, fueron algunas de las causas de esas desavenencias.
Estando en Argentina, Marof instigaba a la deserción de los soldados bolivianos que combatían. Fundó el grupo "Túpac Amaru", de corriente marxista y pacifista, contrario a la beligerancia en el naciente conflicto del Chaco. Este grupo se fusionó con otros frentes de la izquierda boliviana, incluyendo la izquierda boliviana en Chile y los "Exiliados en Perú", para formar el Partido Obrero Revolucionario (POR) en 1935. Entre los primeros líderes de este partido están Marof, José Aguirre Gainsbourg, Alipio Valencia y Eduardo Arze.

## Indianofilia socialista
Tristán Marof descubrió otros horizontes intelectuales y políticos fuera de su país, que incidieron sobre sus controversiales lecturas sobre la historia y problemática contemporánea de América Latina y de Bolivia. en su caso, la experiencia del viaje, asociada al conocimiento y a la actividad periodística y política, lo acompañó durante buena parte de su accidenta vida. Las señas de vida y las redes de nuestro personaje en Argentina, Cuba, Estados Unidos, Francia, México y Panamá, por citar las más conocidas estancias de sus exilios sucesivos, complicaron su reconstrucción.
Marof tenía una pasión por refundar Bolivia bajo ideales renovadores tuvo un antecedente precoz en su libro "Renacimiento Altoperuano" (1917), fue asumiendo contornos más radicales durante su periplo europeo y latinoamericano. Podemos encontrar en los primeros libros de Marof, más allá de matices y variantes, una defensa del potencial político, laboral y cultural de los indígenas. En "El ingenuo Continente Americano" (1923) se pronunció a favor del comunismo en la región, tomando como antecedente las tradiciones indígenas.
La nueva república obrera que proponía el ensayista boliviano, estaría fundada en la estatización de las tierras y las minas, confiriéndoles a los indígenas un papel protagónico en la medida en que se fueran instruyendo. La defensa que hizo Marof de la salida al mar de Bolivia en Europa lo llevó a librar varias lides con sus pares diplomáticos chilenos y merece ser recuperada ya que iba más allá de los lineamientos wilsonistas del gobierno de Saavedra.
En "La Justicia del Inca" (1926) se reafirmaron sus ideas centrales. Marof no auspició una vuelta al Incanato, lo que buscaba era conferirle una clave de autoctonía y legitimidad al proyecto comunista. En 1927 exaltó el potencial revolucionario y la asociación de dos sujetos, los jóvenes universitarios insuflados por las banderas de la Reforma (1918) y los indígenas, a pesar de la opresión y la ignorancia que padecían. De los primeros dirá en una conferencia dictada en la Universidad Mayor de San Andrés en La Paz. Apoyaba con pasión una reforma universitaria.
El socialista boliviano precisó quiénes eran los sujetos revolucionarios, articulando referentes clasistas y étnicos, ideológicos e histórico-culturales. El pensamiento indianista de Marof tras su encuentro con José Carlos Mariátegui y sus ligas con la revista Amauta merece un análisis más puntual, se volvió más incluyente frente a los criollos y mestizos. Coincidió con los socialistas ecuatorianos y peruanos de que las milenarias tradiciones de cooperación comunitaria en los andes siendo comunistas, le conferían a los indígenas, previa campaña de instrucción política en el socialismo revolucionario, un perfil envidiable.
¿Por qué diferenciar dentro del proletariado boliviano al minero y al indio? Da la impresión que Marof en este caso, usa el término indio como sinónimo de campesino del aillu. Esta visión sobre la excepcionalidad del indio proletario para el trabajo se mantiene en su libro "La Tragedia del Altiplano" (1935), mezclada con los elementos propios del orientalismo comunista.
Queremos destacar que, entre los años que nos ocupan, el prolongado exilio incentivó en Marof la configuración de dos peculiares campos de representación sobre la patria ausente: por un lado, la mitologización de la sociedad prehispánica, y por el otro, su indianofilia, gradualmente filtrada por su adhesión al socialismo marxista, pasando por el entorno procominternista, entre el bujarinismo y el estalinismo, rompiendo con este último al adherirse al trotskismo. La indianofilia de Marof sobrevivió incólume a sus propios virajes políticos. Igualmente, su postura frente a los criollos y mestizos siguió siendo dura, aunque matizó sus lecturas en la medida en que fue cargándola de referentes clasistas caros al marxismo. Pensando en su país, idealizó a la civilización quechua, a la que consideraba superior a la que trajeron los conquistadores españoles, y a la denominada boliviana por la oligarquía criolla y sus intelectuales. Esta última concentró las críticas de Marof, porque consistía en: “…el fraude, el ocio, la prostitución, el burocratismo, además del alcohol y del consabido motín, fuera de esto no se notan las obras maestras…”

## Obra
Su obra se ha caracterizado por la crítica permanente a la sociedad boliviana y sus estructuras políticas. Su primera novela Los Cívicos, tiene un fuerte contenido político de apoyo a Bautista Saavedra.
Por la profundidad de su análisis e interpretación de la realidad de Bolivia es comparado con el autor peruano José Carlos Mariátegui. Las obras más conocidas de Tristán Marof son: "La justicia del Inca", publicado en Bélgica, "Ensayos y Crítica: Revoluciones bolivianas, guerras internacionales y Escritores", "Wall Street y Hambre", publicado en 1927, "La Tragedia del Altiplano", "La verdad socialista en Bolivia", "El peligro Nazi en Bolivia", "El Juramento", "México de Frente y de Perfil", entre otras. 
Mientras se hallaba en Córdoba, Argentina, escribió: "Desterrado de mi país desde 1927, tres gobiernos sucesivos me negaron el ingreso a Bolivia. Me condenaron a seis años de prisión por tentativa de rebelión militar. Me procesaron sin oirme, me negaron la nacionalidad, me calumniaron y procuraron arruinarme, me volvieron a procesar, condenándome esta vez a muerte; pidieron al gobierno argentino que me persiga en su territorio y me niegue su hospitalidad".
Fue crítico de la Guerra del Chaco que enfrentó a Bolivia y Paraguay, que sacrificaron en una guerra absurda a miles de indígenas guaraníes que convivían desde cientos de años como pueblos hermanos. En su lenguaje directo Tristán Marof sostuvo que "una compañía poderosa, poseedora de más de cuatro millones y medio de terrenos petrolíferos, presionaba con ese objeto (la Guerra). Inepta y traidora de su propio país, la mísera burguesía se arrojó en brazos del capital financiero. Después de la guerra ya estaba resuelto el negocio: para los héroes medallas, cintajos, discursos y hambre; para los abogados, negociantes, políticos y bolivianos que se arrastrasen a los pies de los imperialistas en el denigrante oficio de alcahuetes en su propio país, prebendas y empleos. De esta manera la retaguardia y los generales habrían sido recompensados".
Hasta 1967 Tristán Marof publicó valiosos comentarios sobre los autores y la historia de Bolivia así como sobre la política internacional. Escribió su autobiografía bajo el título La novela de un hombre. Sus reflexiones, como lo que escribió en su introducción a "Ensayos y Critica" aún siguen generando debates: "Este es el defecto nacional y el mal nacional; falta de madurez y de equilibrio, fondo emocional y como es emocional injusto y pesimista. Los bolivianos de cualquier latitud, ya sea del Ande como del valle y del trópico, creen que sus desgracias son resultado de la fortuna y de la suerte, no dando ningún valor a la idea y al cerebro. Por eso son elementos de desorden y no hay escalas sociales ni distingos: todos son emocionales y por consiguiente injustos. Aquí, en estas mesetas, surgió en los viejísimos tiempos una cultura y en los llanos orientales una promesa. Aunque se detesten ambos, se completan. Alguno acabará por destruirse, se destruirán los dos para dar paso a la unidad, cuando sean prósperos y ricos. Eso será la Bolivia del futuro."

## Otras obras
- Los cívicos, 1919
- Suetonio Pimienta, novela, 1924 (ver: http://bibliografia.mariategui.org/cgi-bin/koha/opac-detail.pl?biblionumber=676)
- El experimento, 1947
- La ilustre ciudad, novela, 1950
- Ensayos y Crítica. Revoluciones Bolivianas, guerras internacionales y Escritores, 1961.